# And Close as This
And Close As This è il quindicesimo album in studio del cantautore britannico Peter Hammill, pubblicato dalla Virginia Records.
Ogni canzone è cantata e suonata in solitudine da Hammill, con il solo accompagnamento del pianoforte a coda o del Midi.
È ritenuto uno dei migliori lavori della sua carriera solista  .

## Tracce
Tutte le canzoni sono state scritte da Hammill, eccetto dove indicato:
1. "Too Many of My Yesterdays" – 4:47
2. "Faith" – 4:27
3. "Empire of Delight" (Hammill, Keith Emerson) – 4:43
4. "Silver" – 5:31
5. "Beside the One You Love" – 5:12
6. "Other Old Clichés" – 4:07
7. "Confidence" – 6:37
8. "Sleep Now" – 4:42

## Formazione
- Peter Hammill – voce, pianoforte a coda, Midi, tastiere